# Novalja
Novalja (Italiaans: Novaglia, vroeger Novaglia Nuova; Duits: Navala) is een stad en gemeente in de Kroatische provincie Lika-Senj.
Novalja telt 3335 inwoners.
Steden (gradovi): Gospić · Novalja · Otočac · Senj

Gemeenten (općine): Brinje · Donji Lapac · Karlobag · Lovinac · Perušić · Plitvička Jezera · Udbina · Vrhovine